# 本家松浦酒造場
株式会社本家松浦酒造場（ほんけまつうらしゅぞうじょう）は、徳島県鳴門市大麻町にある酒造メーカーである。

## 概要
1804年(文化元年)に二代目松浦直蔵由往により創業された徳島県内で現存する最古の酒造蔵で、敷地内にある旧仕込蔵と精米所・長屋門は2002年（平成14年）に有形文化財として登録されている。
商標の『鳴門鯛』は、1886年(明治19年)当時の県令であった酒井明氏と五代目松浦九平により、潮の流れが激しい鳴門海峡で生きる鯛は肉質が締まり脂が乗って美味とされることから、「魚族の王、鯛の如く端麗優雅であるように」として命名された。

## 代表銘柄
日本酒『鳴門鯛』（なるとたい）、リキュール『本家松浦』（ほんけまつうら）などを販売している。原材料に含まれる米はすべて国産、米麹はすべて国産米を使用している。

### 日本酒
- 鳴門鯛 純米大吟醸
- 鳴門鯛 大吟醸 慶
- 鳴門鯛 大吟醸
- 鳴門鯛 純米吟醸
- 鳴門鯛 純米吟醸原酒
- 鳴門鯛 特別純米
- 鳴門鯛 旨口 純米吟醸原酒
- 鳴門鯛 超辛口
- 鳴門鯛 飛切
- 鳴門鯛 吟醸しぼりたて生原酒
- 鳴門鯛 金松
- ナルトタイ 純米原酒 水ト米
- ナルトタイ Onto the tableシリーズ

### リキュール
- 鳴門鯛 すだち酒
- 松浦 すだち酒スパークリング
- 松浦 神山の森 梅酒
- 松浦 とうがらし梅酒
- 松浦 赤紫蘇梅酒
- 松浦 にごり梅酒
- 松浦 にごりゆず酒
- 松浦 にごりマンゴー酒
- 松浦 にごりすだち酒
- 松浦 無添加 生ゆず酒の素
- 松浦 無添加 生すだち酒の素
- 松浦 無添加 生青みかん酒の素

## 海外での評価
2015年5月13日、インターナショナル・ワイン・チャレンジ2015の日本酒部門 純米酒カテゴリーにおいて「ナルトタイ 純米 水ト米」が金賞（ゴールド）を受賞した。さらに金賞6品の中から、最も優れた純米酒として同年5月18日に最高金賞（トロフィー）を受賞した。
2019年5月27日、フランス パリで行われた日本酒コンクール『Kura Master2019』で「ナルトタイ 純米原酒 水ト米」がプラチナ賞を受賞した。また、全カテゴリーにおいてトップ14（純米酒部門ではトップ5）に選ばれた。

2021年、海外のコンテストで以下の通り受賞した。
「鳴門鯛 純米吟醸」Kura Master 2021 純米酒部門「プラチナ賞」受賞
「鳴門鯛 純米大吟醸」Kura Master 2021 純米大吟醸部門「金賞」受賞

2022年、海外のコンテストで以下の通り受賞した。
「鳴門鯛 純米吟醸」IWC 2022（インターナショナル・ワイン・チャレンジ）SAKE部門純米吟醸酒「金賞」受賞
「鳴門鯛 純米吟醸原酒 上勝」 KuraMaster2022 純米酒部門「金賞」受賞
「鳴門鯛 純米吟醸原酒 上勝」 ミラノ酒チャレンジ2022 純米吟醸・吟醸部門 利き酒部門「プラチナ賞」受賞
「鳴門鯛 純米吟醸原酒 上勝」 ミラノ酒チャレンジ2022 純米吟醸・吟醸部門 フードペアリング部門 魚介のパスタ
「ベストフードペアリング賞」受賞